# واندر
واندر (به انگلیسی: Wander) یک فیلم سینمایی آمریکایی در ژانر فیلم دلهره‌آور محصول سال ۲۰۲۰ به کارگردانی آوریل مولن با بازی تامی لی جونز، آرون اکهارت، کاترین وینیک، هدر گراهام است.
این فیلم در ۴ دسامبر سال ۲۰۲۰ در ایالات متحده آمریکا منتشر شد.

## داستان
آرتور برتنیک یک نظریه‌پرداز توطئه ناپایدار ذهنی و شخصی با گذشته آسیب زا است. آرتور پس از استخدام برای تحقیق دربارهٔ احتمال قتل در یک شهر کوچک به نام واندر، در دنیای دروغ و فریب فرو می‌رود، زیرا به سرعت مشکوک شد که قتل ممکن است بخشی از همان «پوشاندن توطئه» باشد که باعث مرگ دخترش بود. عقل آرتور که به‌طور فزاینده ای دچار هذیان می‌شود، هنگامی که می‌خواهد واقعیت را از داستان تخیل کند و قضیه را حل کند…

## بازیگران
- آرون اکهارت در نقش آرتور برتنیک
- کاترین وینیک در نقش السا وایسروی
- هدر گراهام در نقش شلی لوسکامب
- تامی لی جونز در نقش جیمی کلیتز
- ریموند کروز در نقش کلانتر لوئیس سانتیاگو
- برندان فهر در نقش نیک کسیدی
- راجر دورمن در نقش لیلند اشگراویو[۱][۲][۳][۴]

## فیلمبرداری
فیلم‌برداری اصلی در ژوئیه سال ۲۰۱۹ در نیومکزیکو انجام شد.

## انتشار فیلم
در سپتامبر سال ۲۰۲۰، کمپانی سابین فیلم حق پخش فیلم را در آمریکای شمالی را به دست آورد. در ۴ دسامبر سال ۲۰۲۰ منتشر شد.